# Chấn thương nghề nghiệp

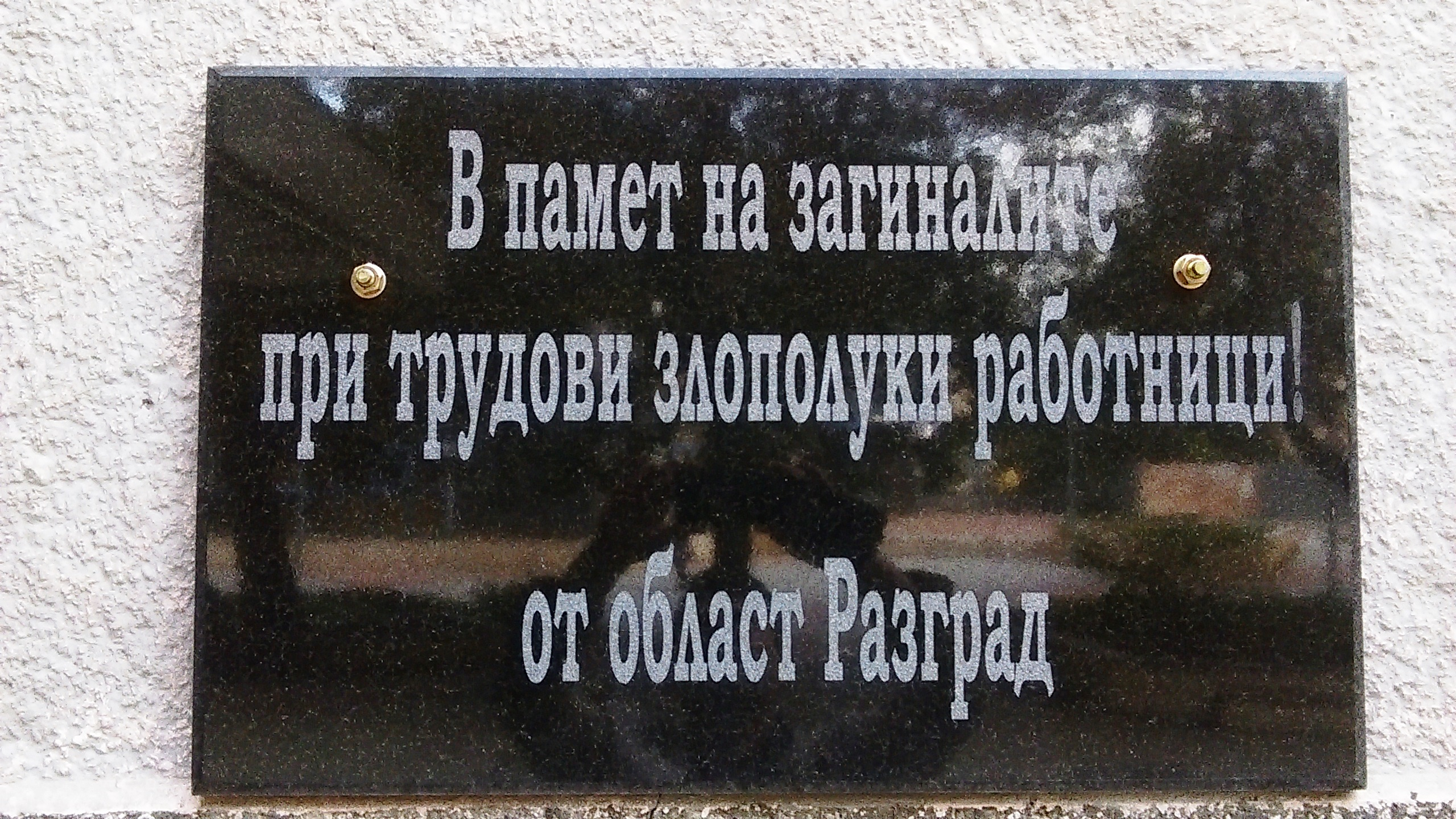
Đài tưởng niệm những người bị tai nạn nghề nghiệp, Razgrad, Bulgaria

Chấn thương nghề nghiệp là tổn thương cơ thể do làm việc. Các cơ quan phổ biến nhất liên quan là cột sống, bàn tay, đầu, phổi, mắt, xương và da. Chấn thương nghề nghiệp có thể do tiếp xúc với các nguy hiểm nghề nghiệp (vật lý, hóa học, sinh học hoặc tâm lý học), chẳng hạn như nhiệt độ, tiếng ồn, côn trùng hoặc động vật cắn, mầm bệnh do máu gây ra, hóa chất độc hại, bức xạ và kiệt sức do quá tải nghề nghiệp.
Tuy có nhiều phương pháp phòng ngừa được cài đặt tại chỗ, thương tích vẫn có thể xảy ra do thái độ kém, xử lý thủ công tải trọng nặng, sử dụng sai hoặc hỏng thiết bị, tiếp xúc với các mối nguy hiểm chung và đào tạo an toàn không đầy đủ.

## Toàn thế giới
Nghiên cứu ước tính rằng trên toàn thế giới có hơn 350.000 người chết tại nơi làm việc và hơn 270 triệu chấn thương tại nơi làm việc mỗi năm. Năm 2000, có khoảng 2,9 tỷ lao động trên toàn thế giới. Chấn thương nghề nghiệp dẫn đến mất 3.5 năm cuộc sống lành mạnh cho mỗi 1000 công nhân. 300.000 chấn thương nghề nghiệp đã dẫn đến tử vong.
Các nghề nghiệp phổ biến nhất liên quan đến các mối nguy hiểm này thay đổi trên toàn thế giới tùy thuộc vào các ngành công nghiệp chính ở một quốc gia cụ thể. Nhìn chung, các ngành nghề nguy hiểm nhất là trồng trọt, đánh bắt thủy sản và lâm nghiệp. Ở các nước phát triển hơn, ngành xây dựng và ngành sản xuất có liên quan đến tỷ lệ chấn thương cột sống, tay và cổ tay cao.